# František Šafránek
František Šafránek (Praga, 2 gennaio 1931 – Praga, 27 giugno 1987) è stato un calciatore cecoslovacco, di ruolo difensore.

## Palmarès

### Club

#### Competizioni nazionali
- Campionato cecoslovacco: 9

Sparta Praga: 1952
Dukla Praga: 1953, 1956, 1957-1958, 1960-1961, 1961-1962, 1962-1963, 1963-1964, 1965-1966
- Coppa di Cecoslovacchia: 3

Dukla Praga: 1961, 1965, 1966